# Lleida TV
Lleida Televisió, popularment conegut com a Lleida TV, és el canal de televisió del Grup Segre. Començà les emissions el maig del 2001, i des de l'abril del 2010 emet exclusivament per TDT mitjançant les freqüències de Prensa Leridana (empresa capçalera del grup) a Lleida, Balaguer i Vielha. També disposa de llicències d'emissió als canals múltiples de La Seu d'Urgell, Fraga i Monsó. El Grup Segre i Cadena Pirenaica de ràdio i televisió, concessionària de llicències de TDT al Pirineu i a la Plana de Lleida, van fer un acord estratègic per garantir la viabilitat d'un projecte de televisió digital de proximitat a les comarques lleidatanes.
L'estiu del 2019 Lleida TV i TOT TV van arribar a un acord perquè Lleida TV pogués emetre en les seves freqüències a canvi que TOT TV mantingués el seu nom. D'aquesta manera Lleida TV emet en tota la Província de Lleida ja sigui amb les seves pròpies freqüències o amb les freqüències de TOT TV.
Lleida TV opera en la TDT en tota la Província de Lleida. Ja sigui amb les seves freqüències o amb les freqüències de TOT TV.
L'octubre del 2020 Lleida TV i el Grup Segre van fer conjuntament una emissió en directe des de La Seu Vella de Lleida utilitzant la tecnologia 5G aprofitant la presentació del programa Lleida ON que implica el desplegament de la tecnologia 5G a la Ciutat de Lleida. Va ser el primer cop que Lleida TV utilitzava aquesta tecnologia per transmetre en directe. Des del canal de televisió no es descarta que en un futur pròxim es realitzin connexions aprofitant aquesta tecnologia.

## Audiència[2]
L'any 2013 segons el Baròmetre de Comunicació de Catalunya Lleida TV va tenir una audiència diària de 32.000 espectadors, mentre que l'audiència acumulada mensual és de 105.000 espectadors. La primera dada correspon a les persones que responen que veuen Lleida TV cada dia la segona a aquells que recorden haver-la vist almenys un cop al llarg de l'últim mes. Aquestes dades converteixen Lleida TV en la 1a televisió local en nombre d'espectadors, excloent l'Àrea de Barcelona i la 2a televisió local si hi tenim en compte les televisions de l'àrea metropolitana de Barcelona.Pel que fa als percentatges de share, el canal lleidatà obté un 7,2% de quota, el més alt de totes les televisions locals catalanes i equiparable al del Canal 33 i superant el Canal 3/24. Els programes més vistos de Lleida TV són Notícies Vespre i Lleida al dia. Pel que fa al perfil dels espectadors, la majoria d'aquests són homes (57%), de classe mitjana, (46%), entre 46 i 69 anys (39%) i majoritàriament catalanoparlants (66%).
Amb el tancament del Baròmetre de la Comunicació i la Cultura l'any 2013 l'audiència de la televisió local a Catalunya ja no es mesuren, ja que la televisió local queda fora del mercat dels canals de televisió d'Espanya.
Des de l'any 2016 Lleida TV té una nova eina per mesura l'audiència gràcies a La xarxa. Aquesta nova eina permet que la cadena pugui visualitzar l'audiència que té Lleida TV en cada moment a través de la TDT amb el sistema HbbTV i també permet visualitzar l'audiència que té Lleida TV a través de Streaming. També pot visualitzar quantes visualitzacions té els diferents vídeos que estan disponibles a la web del canal per poder-los veure a la carta.

## Freqüències
Les freqüències per on emet el canal són les següents:
Amb la freqüència de Lleida TV
- 24 UHF: Terres de Ponent
- 27 UHF: Segrià
- 41 UHF: Vall d'Aran

Amb la freqüència de TOT TV
- 27 UHF: Segrià
- 33 UHF: Alt Pirineu